# میکی دنیلز
میکی دنیلز (انگلیسی: Mickey Daniels؛ ۱۱ اکتبر ۱۹۱۴ – ۲۰ اوت ۱۹۷۰) یک هنرپیشه اهل ایالات متحده آمریکا بود.

## بخشی از فیلم‌شناسی
- یک روز ناگوار (۱۹۲۲)
- دارودسته ما (۱۹۲۲)
- بیگ شو (۱۹۲۳)
- تلفات جنگ! (۱۹۲۳)
- ایمنی مهم نیست (۱۹۲۳)
- بوکانیر (۱۹۲۴)
- کک‌های جنجال‌آفرین (۱۹۲۶)